# 藤波収
藤波 収（ふじなみ おさむ、1888年〈明治21年〉2月27日 - 1972年〈昭和47年〉10月18日）は、大正から昭和にかけて活動した実業家。主として電気事業に関係した。
元は電気技術者。戦前期の大手電力会社大同電力で常務取締役まで昇進し、日本発送電理事、関東配電副社長を経て戦後は北海道電力社長・会長、電源開発総裁を務めた。大分県出身。

## 経歴

### 技師として
藤波収は1888年（明治21年）2月27日、藤波久文の六男として大分県速見郡杵築村（現・杵築市）に生まれた。生家は杵築城の旧城下町の一角である北台にあり、藤波家は父久文の代まで杵築藩士であった。収は男子6人・女子4人の兄弟姉妹の末子で、23歳年上の長兄に司法官となり大審院判事などを歴任した藤波元雄、一つ上の兄に陸軍の軍医となり軍医総監を務めた藤波正がいる。大分県立杵築中学校を経て1905年（明治38年）熊本の第五高等学校に入学。1908年（明治41年）に卒業し、上京して東京帝国大学工科大学電気工学科へと進んだ。
1911年（明治44年）7月東京帝国大学を卒業。同時に東京の鬼怒川水力電気株式会社に技師として入社した。同社は栃木県北部の鬼怒川上流に発電所を建設して東京へと送電する構想の下、入社前年の1910年（明治43年）10月に設立されていた電力会社である。社長は大分県出身の利光鶴松。入社早々、東京の拠点として郊外の尾久村（現・東京都荒川区）に建設が進む東京変電所に赴任し、変電所長に任ぜられた。その後鬼怒川の下滝発電所から東京変電所への送電が開始されたが、この完成を機に鬼怒川水力電気は人員整理を実施したため、藤波は1913年（大正2年）8月に退職した。

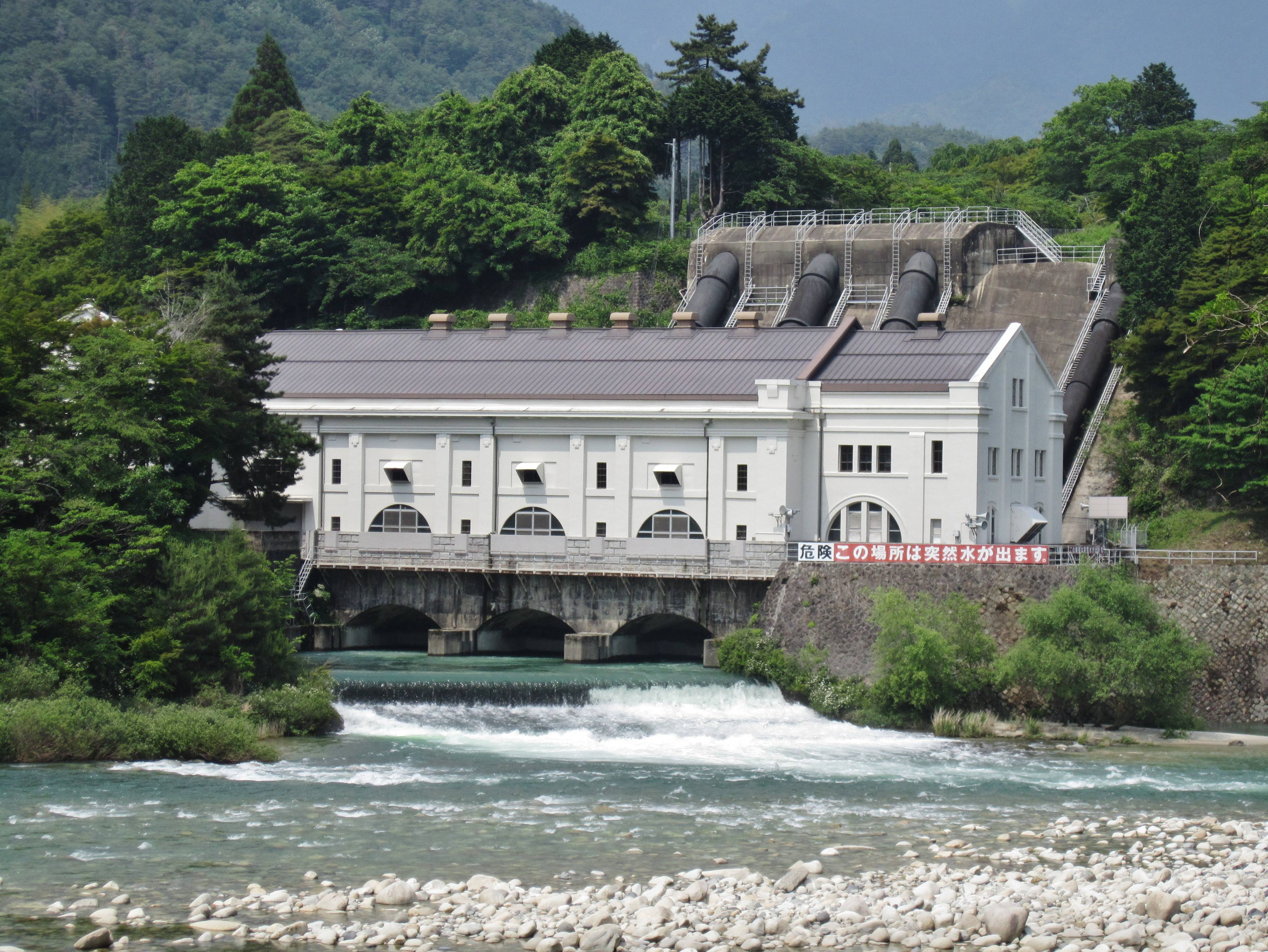
工事担任者として建設にあたった賤母発電所

しばらく浪人生活を送った後、帝大時代の恩師山川義太郎の紹介により福澤桃介と面会し、1914年（大正3年）3月、福澤が経営する愛知県の電力会社名古屋電灯株式会社へと入社した。当時、同社では木曽川開発を手がけるべく臨時建設部が新設された直後であり、藤波は臨時建設部に技師として勤務することとなった。主任杉山栄の下に藤波・石川栄次郎ほか1名が所属するだけという小さな組織であったが、順次増員され1916年（大正5年）2月には総務・電気・土木の3課を設置。この時藤波は臨時建設部電気課長となった。
1917年（大正6年）3月、外遊を命ぜられ横浜港を出港、アメリカ合衆国へ渡る。ゼネラル・エレクトリックやウェスティングハウス・エレクトリックの電機工場、各地の発電所などを視察し、ヨーロッパ経由で11月に帰国した。翌1918年（大正7年）9月、名古屋電灯から臨時建設部を分離して電源開発を担当する新会社木曽電気製鉄株式会社（後の木曽電気興業）が発足すると、藤波は同社の電気課長に就任した。1919年（大正8年）11月、同社によって木曽川賤母（しずも）発電所が完成したが、この建設工事では藤波は電気部門の工事担任者の一人であった。

### 大同電力常務に昇進

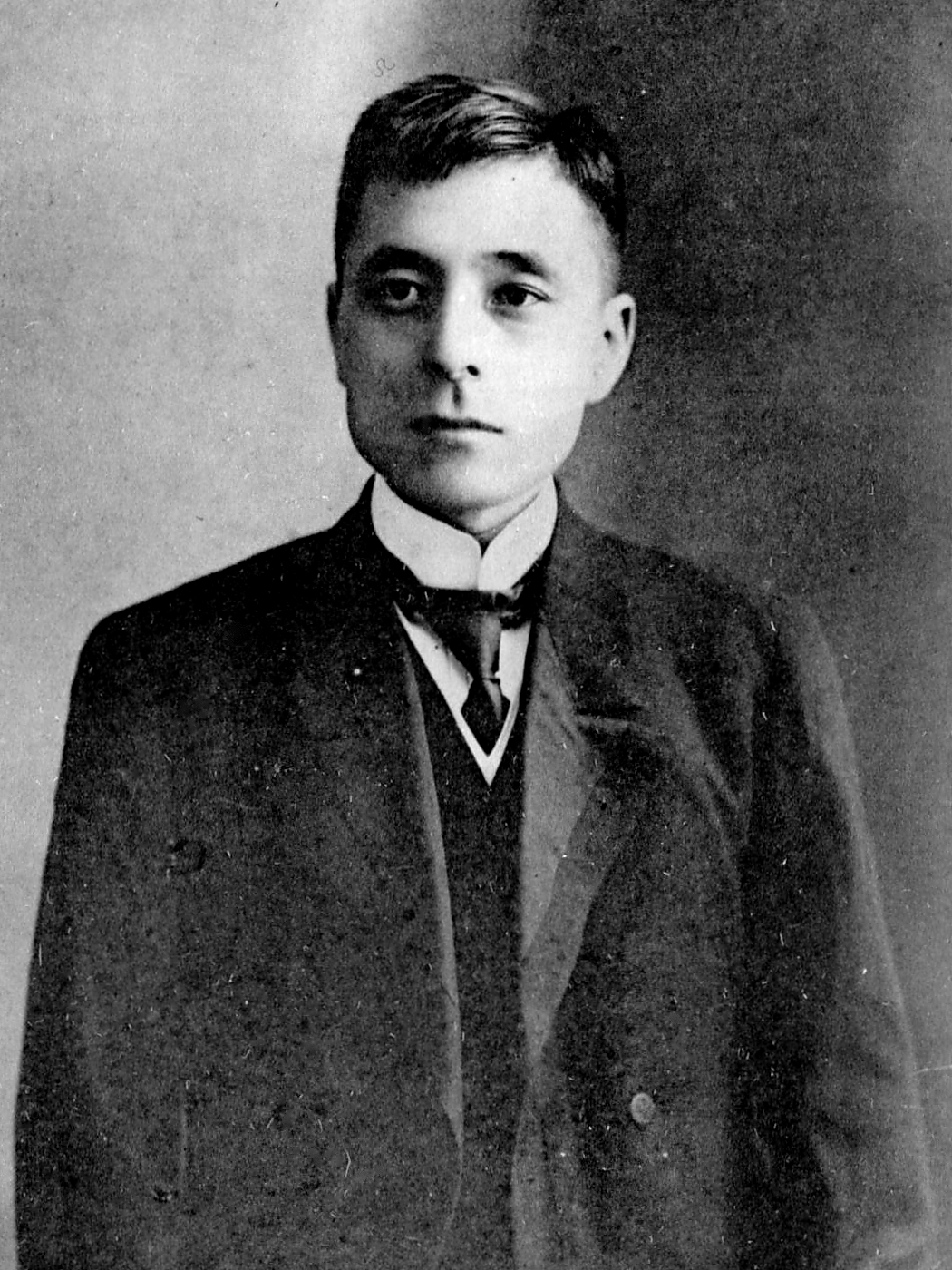
名古屋電灯・大同電力初代社長福澤桃介

1919年11月、木曽川の電力を関西地方へと送電するべく大阪送電株式会社が設立された。藤波は同社の電気部長に就任。さらにこの大阪送電と木曽電気興業に日本水力の3社を加えて1921年（大正10年）2月大同電力株式会社が発足すると同社の送電課長となり、常務の近藤茂の下で木曽から大阪へと至る長距離送電線の建設にあたった。しかし1921年秋ごろより体調を崩し、12月には名古屋を離れて小田原へと移って療養生活を始める。1年以上経った1923年（大正12年）3月に復帰し名古屋へと戻り、次いで大阪へと転勤、同年9月には技術課長に任ぜられた。
大同電力が相次いで設立した傍系会社の役員にも就いた。まず1925年（大正14年）4月、北恵那電力の設立に伴い同社の取締役となる。同社は後の信美電力で、木曽川支流での電源開発を担当した。次いで同年8月大阪電力の取締役、翌1926年（昭和元年）12月には昭和電力の取締役にそれぞれ就任した。大阪電力は大阪府内における大同電力の事業を分離した会社、昭和電力は北陸地方における電源開発を担当する会社である。
1928年（昭和3年）12月26日、大同電力において取締役に選出された。技術課長との兼任で、営業課長の有村慎之助ら古参社員とともに社長増田次郎の推薦による取締役昇格であった。取締役となると営業担当ではないにもかかわらず営業方面の仕事も引き受けるようになり、1929年（昭和4年）の夏から秋にかけて東京電灯との間で電力受給契約について交渉が行われた際には頻繁に東京へ出張した。1931年（昭和6年）6月職制改革で四部制が実施されると藤波は工務部長に就任。次いで同年12月の重役整理の際支配人に就任し、同時に営業・工務の担当者を入れ替えて藤波が営業担当に回った。
翌1932年（昭和7年）12月、村瀬末一・太田光凞の副社長昇格（ただし前年12月退任）以来4年にわたり空席であった大同電力の常務取締役に就任した。常務として大阪支店に常駐し会社の最前線を取り仕切り、1933年（昭和8年）春に浮上した宇治川電気を相手とする攻防戦では、大同からの受電を削減しようと試みる同社に対し交渉を続け、最終的に逓信省による自社に有利な裁定を勝ち取った。
傍系会社においては、1931年5月信美電力の代表取締役に就任した。ただし在任期間は短く、信美電力は翌1932年4月姉妹会社の伊那川電力（合併後木曽発電へ改称）に合併された。なお合併相手の伊那川電力・木曽発電においても藤波は1928年11月の会社設立時から1933年6月にかけて取締役を務めている。

### 日発理事・関配副社長

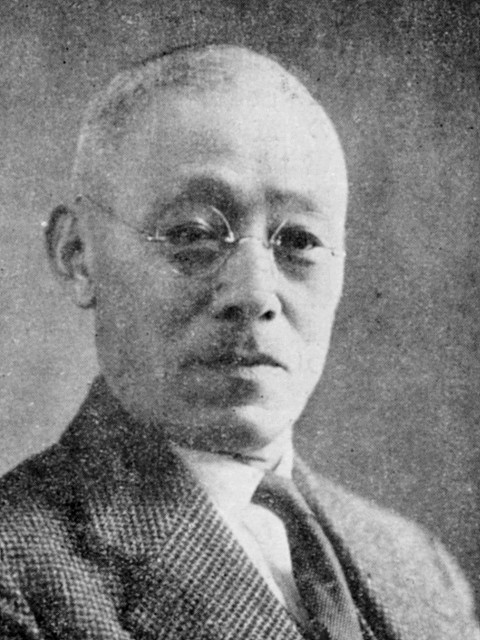
大同電力2代社長・日本発送電初代総裁増田次郎

1938年（昭和13年）4月、電力の国家管理を目的とする電力管理法が公布され、国策会社日本発送電株式会社（日発）の設立が決定する。その裏で藤波が属する大同電力は、国家管理が経営に与える影響が大きかったことから、資産負債一切を日発へ移譲した上で解散することを決めた。解散は翌1939年（昭和14年）4月2日付で実行に移されたが、解散後の清算人とならない役員は解散に先立ち辞任手続きをとることとなったので、藤波も同年3月30日付で常務取締役兼支配人を辞任した。また28日付で当時在籍していた傍系会社の役員（昭和電力取締役・神岡水電取締役・愛岐水力取締役など）も辞任している。
1939年4月1日、日発は創立総会を開催し発足する。大同電力からは社長の増田次郎が総裁に、常務の藤波と永松利熊が常務理事にそれぞれ就任した。藤波は電気工作物の運用・保守・改良および電力の配給をつかさどる工務部の部長に就き、大同電力時代に担当していた経営方面ではなく技術方面にて活動することとなった。1940年（昭和15年）7月の機構改革で理事部長制が社員部長制に改められたため、藤波は工務部長から降りて電気建設部・土木建設部・機械建設部・建築課の担当に変わる。さらに1941年（昭和16年）5月、増田の後任総裁池尾芳蔵による機構改革で総務・営業・建設の3局が置かれるとこのうち建設局長を任された。翌1942年（昭和17年）7月再度の機構改革で工務局長となり、1943年（昭和18年）12月の新井章治新総裁による機構改革では運営部門をつかさどる業務局長となった。
1944年（昭和19年）4月5日、新井総裁は派閥形成や寄り合い所帯の弊害を解消するとして本人曰く「無軌道な人事」を断行し、藤波を含む3局長を罷免した。藤波の後任業務局長は安蔵弥輔。日発理事からの退任は12日付で、関東配電株式会社に転出して同社副社長に就任した。同社は配電統制令に基づき東京電灯の事業などを統合して1942年に発足した関東地方を供給区域とする国策配電会社である。当時社長は元逓信次官の平沢要で、日発総裁となった前社長の新井を追って副社長であった安蔵も日発に転じたので、交代で藤波が入った形となった。関東配電副社長として太平洋戦争の終戦を迎え、戦後の公職追放との関連により1946年（昭和21年）5月30日付で辞職した。

### 北海道電力社長

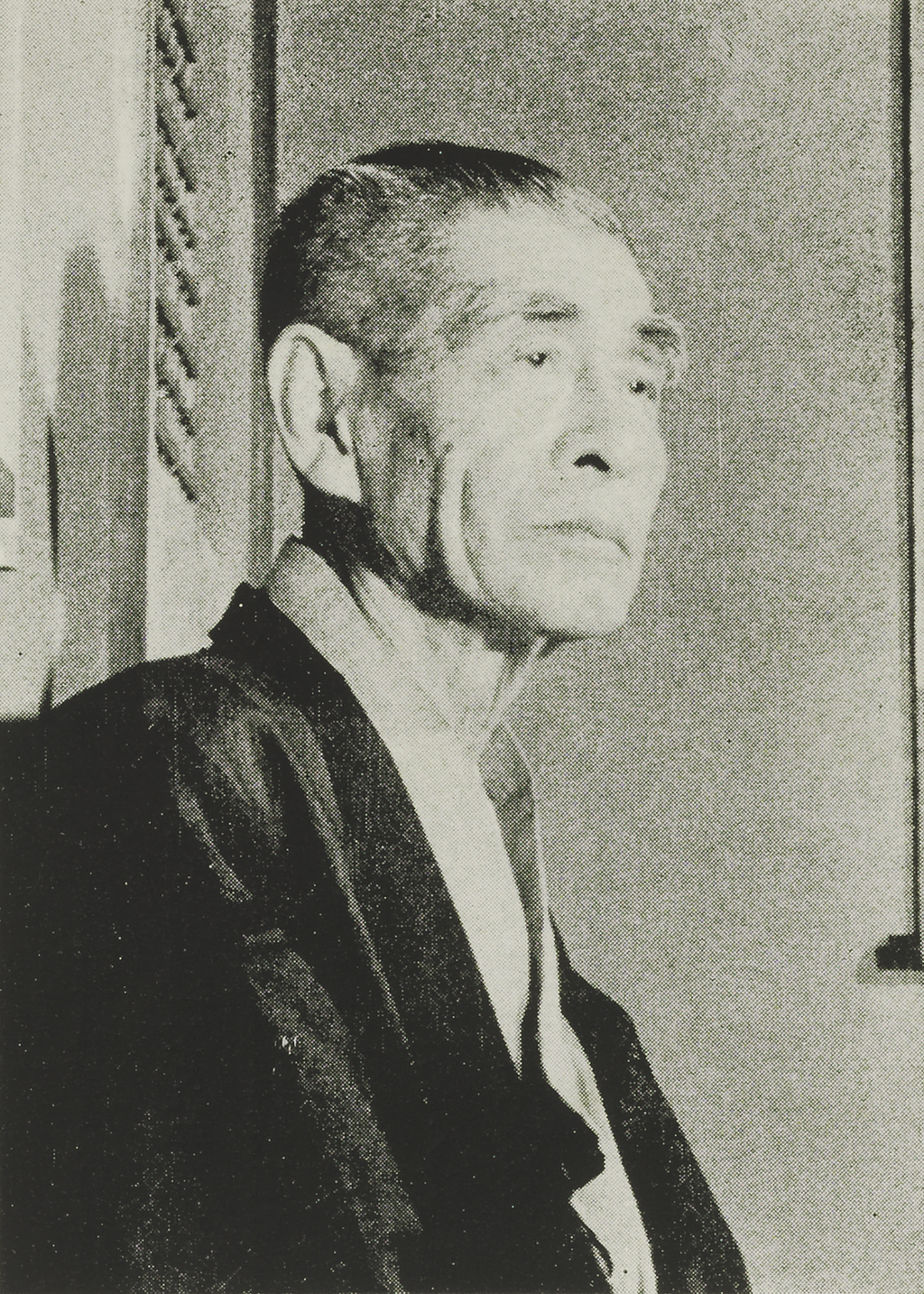
戦後の電気事業再編成を主導した松永安左エ門

戦後、国策会社の日本発送電と各配電会社を再編する、いわゆる「電気事業再編成」に際して、藤波は電気事業再編成審議会委員長松永安左エ門の下で、日本発送電の解体と発送配電一貫経営の9電力会社新設を骨子とする松永案の作成に加わる。電気事業再編成が実行に移されると、松永の依頼で北海道電力株式会社の初代会長に就任することとなった。
北海道電力は1951年（昭和26年）5月1日、日発北海道支店と北海道配電を再編して北海道を管轄する電力会社として発足した。発足時の重役は会長に藤波収、社長に元北海道配電社長の山田良秀、副社長に元日発北海道支店長の永田年および北海道配電常務の藤森賢三が就くという陣容である。1952年（昭和27年）5月28日、設立1年を機に山田良秀が社長を辞職すると、藤波が会長から転じて2代目社長となった。
北海道電力発足後第一の課題は電力不足の解消であった。同社は前身会社からの引き継ぎの発電所建設を進めるとともに、然別川水系や層雲峡の新規開発に乗り出し、糠平ダムの開発を委ねた電源開発株式会社とともに道内の電源開発にあたった。電源開発や設備改良の結果、1953年（昭和28年）9月に電力使用制限の解除を達成する。1956年（昭和31年）には、その後半世紀にわたる大事業となる「日高電源一貫開発計画」を発表、開発の基幹となる奥新冠発電所の建設に1958年（昭和33年）より着手した。
1960年（昭和35年）5月25日、会社設立10年目にあたって新たな社長を迎えることとなり、藤波は元商工次官で日本商工会議所専務理事であった岡松成太郎を招いて3代目社長とし、自身は取締役会長に就任した。2年後の1962年（昭和37年）5月29日には会長から退き、相談役となっている。会長となった後はグループの北海道計器工業や北電興業にて社長に就任したほか、北海道産業開発会議議長、北海道消費者協会会長などを務めた。1964年（昭和39年）6月には財団法人原子力安全研究協会が設立されると初代理事長に就任した。

### 電源開発総裁
北海道電力相談役時代、1966年（昭和41年）出版の『日本電力大観』（日本時報社）において、当時78歳の藤波は、東京電力の菅礼之助、九州電力の安川第五郎とともに「（電力）業界の三長老」として紹介された（電力中央研究所理事長の松永安左エ門は「電力界の大御所」）。この年の5月、北海道電力相談役を退任。次いで8月28日付で、電源開発促進法に基づく特殊会社・電源開発株式会社の第6代総裁に就任した。
総裁着任前の電源開発株式会社は、「電源開発解体論」や開発をめぐる東京電力等九電力会社との主導権争い、吉田確太前総裁（民間出身）と副総裁大堀弘（官僚出身）との対立などの問題を抱えており、これらの関係を調整し業界の融和をはかることのできる業界の大物、ということでの新総裁抜擢であったという。就任後解体論に動きがあり、1967年（昭和42年）8月に行政監理委員会によって設立目的がほとんど達成されたとして電源開発が今年度中に廃止すべき特殊法人の一つとしてリストアップされるに至る。この際藤波は反論をいっさい控えたが、通産省が反発し最終的に存続と決定している。
総裁の任期は1968年（昭和43年）8月までであったが再任。2度目の任期切れとなる1970年（昭和45年）8月を前に高齢と後進に道を譲ることを理由に辞意を明らかにし、8月27日付で総裁から退いた。後任には副総裁であった大堀弘が就任した。総裁任期中の1967年（昭和42年）5月に日本原子力発電の非常勤取締役に就任しており、これは翌1971年（昭和46年）5月まで4年間在任した。
総裁退任の2年後の1972年（昭和47年）10月18日、肺炎と心臓衰弱のため東京都世田谷区の自宅にて死去した。満84歳没。

## 主な役職
- 大同電力株式会社取締役 ： 1928年12月就任・1939年3月辞任（1932年12月以降は常務取締役）
- 大同電力傍系会社役員 ：
  - 大阪電力株式会社取締役 ： 1925年8月就任・1927年1月退任[64]、1933年6月再任・1934年11月解散（大同電力と合併）[19]
  - 昭和電力株式会社取締役 ： 1926年12月就任・1931年5月退任[65]、1935年11月再任[66]・1939年3月辞任
  - 木曽発電株式会社取締役 ： 1928年11月就任・1933年6月辞任
  - 神岡水電株式会社取締役 ： 1934年4月就任[67]・1939年3月辞任
  - 愛岐水力株式会社取締役 ： 1935年7月就任[68]・1939年3月辞任
- 日本発送電株式会社理事 ： 1939年4月 - 1944年4月
- 関東配電株式会社取締役副社長 ： 1944年4月 - 1946年5月
- 北海道電力株式会社役員 ：
  - 取締役会長 ： 1951年5月 - 1952年5月、1960年5月 - 1962年5月
  - 取締役社長 ： 1952年5月 - 1960年5月
  - 相談役 ： 1962年5月 - 1966年5月
- 電源開発株式会社総裁 ： 1966年8月 - 1970年8月
- 日本原子力発電株式会社取締役 ： 1967年5月 - 1971年5月

## 栄典
- 1955年（昭和30年）11月 - 電源開発の功労者として藍綬褒章受章[69]。
- 1971年（昭和46年）4月29日 - 勲一等瑞宝章受章[70]。

## 伝記
- 『藤波収』 - 河野幸之助著。日本時報社出版局の「現代人物史伝」第7集として1960年刊。松永安左エ門が序文を寄す。

## 親族
- 兄：
  - 藤波元雄 - 司法官、大審院判事[71]
  - 藤波正 - 陸軍軍医・軍医総監、日本赤十字社病院院長[72]
- 妻：藤波登美 - 佐藤助九郎（富山県多額納税者・土木建築請負業）の二女[73]